# خط انتقال

نمایش ترسیمی چگونگی جزیان یافتن یک موج در یک خط انتقال بی اتلاف. رنگ قرمز نشان دهندهٔ ولتاژ زیاد، و آبی نشان دهندهٔ ولتاژ کم است. نقاط سیاه نشان دهندهٔ الکترونها هستند. خط به مقاومت بار تطبیق یافته ختم شده است. که بازتاب موج را به طور کامل جذب می‌کند.

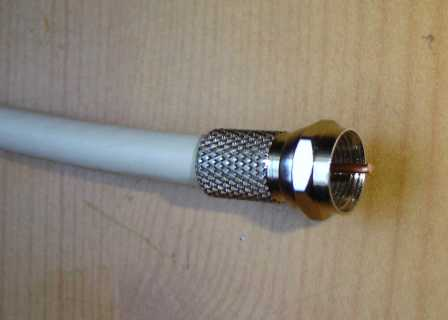
یکی از رایج ترین انواع خط انتقال, کابل کواکسیال.

## مرور
کابل‌های برق معمولی برای حمل فرکانس پایین جریان متناوب (AC)، مانند برق قدرت، که  ۱۰۰ تا ۱۲۰ بار در ثانیه تغییر جهت می‌دهند، و سیگنال‌های صوتی مناسب است. ولی نمی‌تواند به عنوان حامل جریان در محدودهٔ فرکانس رادیویی یا بالاتر باشد. که در ثانیه میلیون‌ها تا میلیاردها بار تغییر جهت می‌دهد. , به این دلیل که انرژی تمایل دارد از خود پرتو ساطع کند استفاده از کابل به عنوان حامل امواج رادیویی، باعث تلفات توان می‌شود. جریان‌های فرکانس رادیویی نیز تمایل به منعکس شدن از ناپیوستگی‌ها در کابل مانند اتصالات الکتریکی و مفاصل، وحرکت در کابل به سمت منبع دارد.  این بازتاب‌ها به عنوان گلوگاه‌ها عمل می‌کنند، مانع از رسیدن قدرت سیگنال به مقصد می‌شود.  خطوط انتقال به صورت مخصوص ساخته می‌شود، و از تطبیق امپدانس استفاده می‌شود، تا حمل سیگنال الکترومغناطیسی با حداقل بازتاب و تلفات توان انجام شود. از بارزترین ویژگی‌های  خطوط انتقال این است که آن‌ها ابعاد مقطعی یکنواختی در  طول خط دارند، نتیجتاً امپدانس الکتریکی یکنواختی، امپدانس مشخصهدارند. , تا از بازتاب پیشگیری شود. از انواع خطوط انتقال می‌توان به خطوط موازی (خط نردبانی, زوج به‌هم‌تابیده), کابل کواکسیال, استریپ لاین، و میکرو استریپ اشاره کرد.

## مدل چهار پایانه‌ای (چهار ترمینالی)تغییرات در نماد الکترونیکی شماتیک برای خط انتقال
برای اهداف تحلیلی، یک خط انتقال الکتریکی را می‌توان به عنوان یک شبکه دو پورتی (که به آن چهارقطبی یا کوادریپل نیز گفته می‌شود) به صورت زیر مدل‌سازی کرد:
در ساده‌ترین حالت، فرض بر این است که شبکه خطی است (یعنی ولتاژ مختلط دو سر هر پورت، متناسب با جریان مختلط ورودی به آن است، زمانی که هیچ بازتابی وجود ندارد) و این دو پورت قابل تعویض هستند. اگر خط انتقال در تمام طول خود یکنواخت باشد، رفتار آن عمدتاً با دو پارامتر به نام‌های امپدانس مشخصه (نماد Z0) و تأخیر انتشار (نماد τp) توصیف می‌شود. Z0 نسبت ولتاژ مختلط یک موج معین به جریان مختلط همان موج در هر نقطه از خط است.
مقادیر معمول Z0 برای کابل کواکسیال ۵۰ یا ۷۵ اهم، برای یک زوج سیم به‌هم‌تابیده حدود ۱۰۰ اهم، و برای یک نوع رایج زوج سیم غیر به‌هم‌تابیده که در انتقال رادیویی استفاده می‌شود، حدود ۳۰۰ اهم است. تأخیر انتشار متناسب با طول خط انتقال است و هرگز کمتر از طول خط تقسیم بر سرعت نور نیست. تأخیرهای معمول برای خطوط انتقال مخابراتی مدرن از ۳٫۳۳ نانوثانیه بر متر (ns/m) تا ۵ نانوثانیه بر متر متغیر است.
هنگام ارسال توان در طول یک خط انتقال، معمولاً مطلوب است که بیشترین توان ممکن توسط بار جذب شود و کمترین توان ممکن به سمت منبع بازتاب داده شود. این امر با برابر قرار دادن امپدانس بار با Z0 تضمین می‌شود، که در این حالت گفته می‌شود خط انتقال تطبیق (مَچ) شده است. 

### تلاف توان در خطوط انتقال
ویرایش 
بخشی از توانی که به خط انتقال تزریق می‌شود، به دلیل مقاومت آن از دست می‌رود. این اثر، تلفات اهمی یا مقاومتی نامیده می‌شود (برای اطلاعات بیشتر به گرمایش اهمی مراجعه کنید). در فرکانس‌های بالا، اثر دیگری به نام تلفات دی‌الکتریک قابل توجه می‌شود و به تلفات ناشی از مقاومت می‌افزاید. تلفات دی‌الکتریک زمانی ایجاد می‌شود که ماده عایق درون خط انتقال، انرژی را از میدان الکتریکی متناوب جذب کرده و آن را به گرما تبدیل می‌کند (برای اطلاعات بیشتر به گرمایش دی‌الکتریک مراجعه کنید).
خط انتقال با یک مقاومت (R) و اندوکتانس (L) به صورت سری، و یک خازن (C) و رسانایی (G) به صورت موازی مدل‌سازی می‌شود. مقاومت و رسانایی به تلفات در خط انتقال می‌انجامند (یا در ایجاد تلفات در خط انتقال نقش دارند).
کل تلفات توان در یک خط انتقال اغلب بر حسب دسی‌بل بر متر (dB/m) مشخص می‌شود و معمولاً به فرکانس سیگنال بستگی دارد. سازنده اغلب نموداری را ارائه می‌دهد که تلفات را بر حسب dB/m در محدوده‌ای از فرکانس‌ها نشان می‌دهد. تلفات ۳ دسی‌بل تقریباً معادل نصف شدن توان است. 

#### تأخیر انتشار و مدل‌سازی
ویرایش 
تأخیر انتشار اغلب با واحدهای نانوثانیه بر متر مشخص می‌شود. درحالی‌که تأخیر انتشار معمولاً به فرکانس سیگنال بستگی دارد، خطوط انتقال معمولاً در محدوده‌های فرکانسی مورد بهره‌برداری قرار می‌گیرند که در آن تأخیر انتشار تقریباً ثابت است.
یک خط انتقال به صورت دو سیم سیاه ترسیم می‌شود. در فاصله x در طول خط، جریان I(x) از هر سیم عبور می‌کند، و اختلاف ولتاژ V(x) بین دو سیم وجود دارد. اگر جریان و ولتاژ ناشی از یک موج منفرد باشند (بدون بازتاب)، آنگاه V(x)/I(x)=Z0، که در آن Z0 امپدانس مشخصه خط است.
پالس گاوسی تفاضلی در یک خط انتقال متعادل 

## معادلات تلگرافی
معادلات تلگرافی، مجموعه‌ای از دو معادلهٔ دیفرانسیل خطی هستند که ولتاژ (V) و جریان (I) را در یک خط انتقال الکتریکی با توجه به فاصله و زمان توصیف می‌کنند.  این معادلات توسط الیور هویساید توسعه یافتند که مدل خط انتقال را ایجاد کرد و بر پایهٔ معادلات ماکسول بنا شده‌اند.

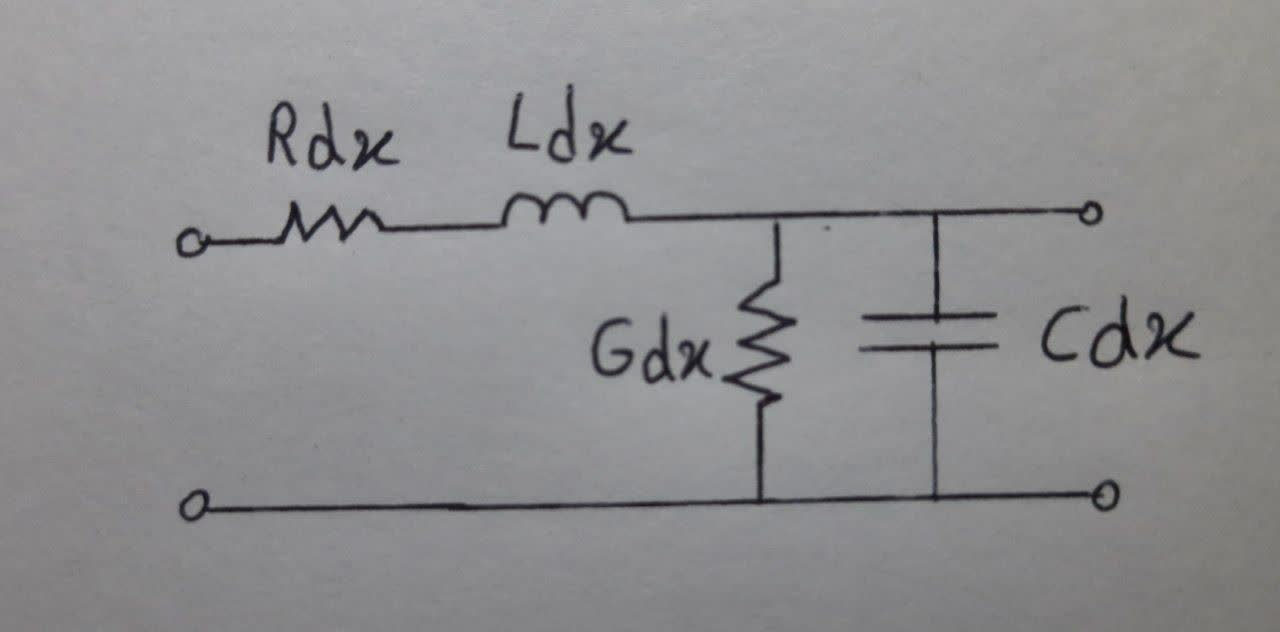
نمای شماتیک از المان بنیادی خط انتقال

مدل خط انتقال نمونه‌ای از مدل المان‌های توزیع‌شده است.  در این مدل، خط انتقال به‌صورت یک سری بی‌نهایت از اجزای ابتدایی دوپورت در نظر گرفته می‌شود که هر یک نمایانگر یک بخش بی‌نهایت کوچک از خط انتقال هستند:
- مقاومت توزیع‌شدهٔ R هادی‌ها با یک مقاومت سری (بر حسب اهم بر واحد طول) نمایش داده می‌شود.
- اندوکتانس توزیع‌شدهٔ L (ناشی از میدان مغناطیسی اطراف سیم‌ها، خوداندوکتانس و غیره) با یک سلف سری (بر حسب هانری بر واحد طول) نمایش داده می‌شود.
- ظرفیت خازنی C بین دو هادی با یک خازن موازی (بر حسب فاراد بر واحد طول) نمایش داده می‌شود.
- هدایت الکتریکی G مادهٔ دی‌الکتریک که دو رسانا را از هم جدا می‌کند، با یک مقاومت موازی بین سیم سیگنال و سیم بازگشتی نمایش داده می‌شود (بر حسب زیمنس بر واحد طول).

این مدل از یک رشتهٔ بی‌نهایت از المان‌های نشان‌داده‌شده در شکل تشکیل شده است، و مقادیر اجزا بر حسب واحد طول مشخص می‌شوند؛ از این‌رو، تصویر اجزا ممکن است گمراه‌کننده باشد. مقادیر R، L، C و G همچنین می‌توانند تابعی از فرکانس باشند. یکی از نمادگذاری‌های جایگزین، استفاده از R′، L′، C′ و G′ است تا تأکید شود که این مقادیر، مشتق‌هایی نسبت به طول هستند. این کمیت‌ها همچنین با عنوان «ثابت‌های اولیهٔ خط» شناخته می‌شوند، برای تمایز با «ثابت‌های ثانویهٔ خط» که از آن‌ها مشتق می‌شوند؛ مانند ثابت انتشار، ثابت تضعیف و ثابت فاز.
ولتاژ خط V(x) و جریان I(x) را می‌توان در حوزهه فرکانس به‌صورت زیر بیان کرد:

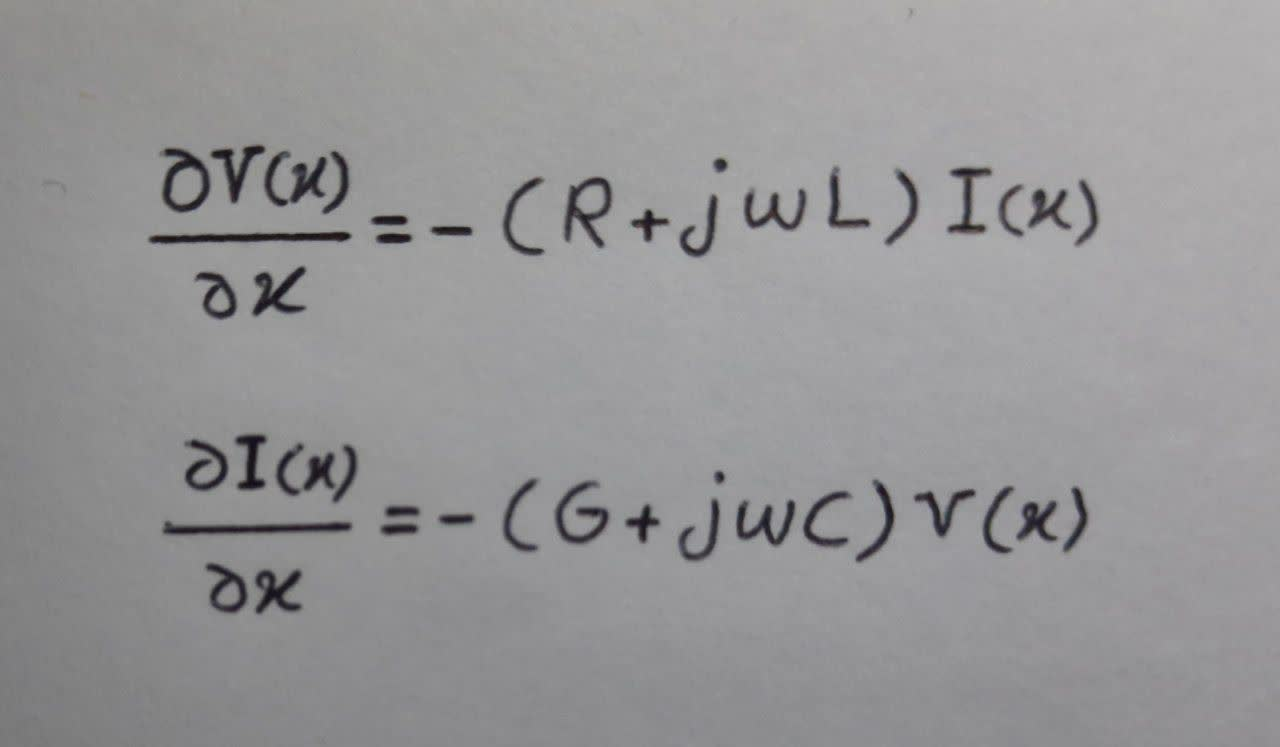
(نگاه کنید به معادله دیفرانسیل، فرکانس زاویه‌ای w و واحد موهومی j)

### حالت خاص خط بدون تلفات
زمانی که مقادیر R و G ناچیز باشند، خط انتقال به‌عنوان ساختاری بدون تلفات در نظر گرفته می‌شود. در این حالت فرضی، مدل تنها به المان‌های L و C وابسته است که تحلیل را به‌طور چشمگیری ساده می‌کند. برای یک خط انتقال بدون تلفات، معادلات مرتبه دوم تلگرافی در حالت ماندگار به صورت زیر هستند:
این معادلات، معادلات موج هستند که راه‌حل آن‌ها موج‌های صفحه‌ای با سرعت انتشار برابر در دو جهت رفت و برگشت است. مفهوم فیزیکی این ویژگی آن است که موج‌های الکترومغناطیسی در امتداد خط انتقال حرکت می‌کنند و به‌طور کلی، مؤلفه‌ای بازتابی نیز وجود دارد که با سیگنال اصلی تداخل می‌کند. این معادلات، پایه و اساس نظریهٔ خطوط انتقال را تشکیل می‌دهند.